# Sedmica (igra)
Sedmica je igra s posebnimi kartami, ki izvira z vzhoda (Madžarska). Pri igri lahko sodelujeta najmanj dva igralca, najbolj optimalna pa je igra s štirimi igralci (z dvema paroma). Igra poteka v smeri urinega kazalca. Vsak igralec na začetku dobi 4 karte. 

## Karte
Sedmico se igra z 32 kartami. Te so:
- 4 x VII (sedmica)
- 4 x VIII (osmica)
- 4 x IX (devetica)
- 4 x X (desetica)
- 4 x dolnjak
- 4 x gornjak
- 4 x kralj
- 4 x as

### Simboli
Na igralnih kartah so narisani naslednji simboli. 
|  | želod | list | srce | kraguljček |
|  | ----- | ---- | ---- | ---------- |
|  |       |      |      |            |

## Pravila
Osnovno pravilo igre se glasi: Karta vzame karto, sedmica vzame vse. 
- Primer: Na igralnem kupu se nahaja karta VIII. Le-to lahko pobere tisti naslednji igralec, ki ima v lasti karti VIII ali VII, sicer je v naslednji potezi na vrsti drug tekmovalec. V kolikor pa ima igralec, ki je bil prvi na potezi, pri sebi še eno karto VIII ali VII, jo vrže na igralni kup in krog se ponovi. Število krogov je torej odvisno od tekmovalca, ki je prvi na potezi.

Po končani posamezni potezi vsi igralci s kupčka preostalih kart po vrsti vzamejo le toliko kart, da jih imajo pri sebi vedno štiri. Ko kart zmanjka, igro nadaljujejo toliko časa, da na igralni kup odvržejo vse preostale karte. Takrat je igra končana in igralci preštejejo točke.  
Vse karte so prazne, razen asov in desetic, ki prinašajo točke; vsaka karta je vredna 10 točk, skupaj torej 80 točk. Zadnjih 10 točk pa pridobi igralec, ki v zadnji potezi zmagal.